# Helina fratercula
Helina fratercula är en tvåvingeart som först beskrevs av Zetterstedt 1845.  Helina fratercula ingår i släktet Helina och familjen husflugor. Arten är reproducerande i Sverige. Inga underarter finns listade i Catalogue of Life.